# Волапюк
Волапю́к (Volapük: від vol — світ + pük — мова, тобто «мова світу») — штучна мова, створена у 1879 році німецьким католицьким священником Йоганном Мартіном Шлеєром. У порівнянні з іншою відомою штучною мовою — есперанто, волапюк значно менше поширена.

## Загальна інформація
Волапюк — це один із найбільш вдалих проєктів створення штучної мови. Вона набула достатньої популярності з часу своєї появи у 1879 році завдяки німецькому священнику Йоганну Мартіну Шлеєру.
Слово волапюк означає «світова мова».
Оскільки цій мові властиві відмінювання і дієвідмінювання, то можна зробити висновок, що, можливо, ця мова може бути схожою на мови типу латинської або на деякі слов'янські. Простий синтаксис, фонетичний принцип орфографії, короткі слова та здебільшого односкладові корені також притаманні волапюку. Наголос у мові сталий, падає на останній склад.
Лексичний фонд штучної мови створений на основі слів англійської мови (навіть саме слово волапюк походить з двох слів «world» і «speak»). Але є у волапюка й слова, які походять з інших мов, наприклад, німецької (veg — дорога), латинської (sol — сонце), грецької (top — місце) та ін. Багато слів вигаданих (bal — один) або надзвичайно перекручених, що навіть неможливо впізнати. Наприклад, tik — думка, з англ. «think».
В граматиці є багато різних форм. Іменники відмінюються за чотирма відмінками й числами. Дієслова відмінюються за часами, особами, числами, способами.

## Історія
В 1879 р. Йоганн Мартін Шлеєр в баварській літературній газеті «Sionsharfe» німецькою мовою опублікував статтю «Проєкт всесвітньої мови та всесвітньої граматики для освічених людей всіх націй Землі». Роком пізніше він видає підручник «Volapük, die Weltsprache» («Волапюк, всесвітня мова»).
Робота Шлеєра була першим в історії людства проєктом штучної міжнародної мови, яка переросла в «живе» знаряддя спілкування різномовних людей, отримала поширення в багатьох країнах світу. В Європі, Азії, Австралії виникають спільноти волапюкістів. З 1881 р. регулярно видається двомовна газета «Weltschpracheblatt — Volapükabled» — центральний орган волапюкського руху. З 1889 р. газета виходить тільки однією мовою — волапюком (проіснувала до 1908 р.), крім неї ще 13 газет цією мовою. Побачило світ 400 книг мовою волапюк.
В процесі використання мови виявлялися її недоліки: громіздкі граматичні форми, змінені до невпізнанності міжнародні слова. Шлеєр був категорично проти будь-яких змін. Прагнучи, щоб всі кореневі слова були односкладовими, починалися і закінчувалися приголосними, він змінював запозичені слова. Наприклад, такі загальновідомі інтернаціоналізми, як комплімент, диплом, республіка, проблема у Шлеєра перетворилися на дублети plim, plom, blik, blem. Буква r була виключена з алфавіту, через що змін зазнали навіть власні назви: Португалія — Bodugän, Америка — Melop, Африка — Filop, Росія — Lusän.
На II всесвітньому конгресі волапюкістів (1887 р., Мюнхен), було засновано міжнародну академію волапюка. Президентом академію було обрано Шлеєра, директором став Огюс Керкгофс.
Кульмінацією поширення волапюка був III всесвітній конгрес волапюкістів у 1889 р., під час якого було прийнято рішення скласти просту граматику мови, виключити всі зайві форми, поповнити й вдосконалити словник. Шлеєр не визнав рішень академії й порвав з нею.
Існує Вікіпедія мовою волапюк. Майже всі її статі започатковані ботами. Майже всі боти створені єдиним активним учасником проєкту — Smeira.

## Абетка і фонетика
| літера | МФА           |
| ------ | ------------- |
| a      | [a]           |
| ä      | [ɛ]           |
| b      | [b]           |
| c      | [tʃ] або [dʒ] |
| d      | [d]           |
| e      | [e]           |
| f      | [f]           |

| літера | МФА         |
| ------ | ----------- |
| g      | [ɡ]         |
| h      | [h]         |
| i      | [i]         |
| j      | [ʃ] або [ʒ] |
| k      | [k]         |
| l      | [l]         |
| m      | [m]         |

| літера | МФА                 |
| ------ | ------------------- |
| n      | [n]                 |
| o      | [o]                 |
| ö      | [ø]                 |
| p      | [p]                 |
| r      | [r] (додана у 1931) |
| s      | [s] або [z]         |
| t      | [t]                 |

| літера | МФА          |
| ------ | ------------ |
| u      | [u]          |
| ü      | [y]          |
| v      | [v]          |
| x      | [ks] or [gz] |
| y      | [j]          |
| z      | [ts] or [dz] |

Шлеєр запропонував альтернативні форми умлаутів, проте вони рідко використовувалися.

Примітка: ä, ö і ü інколи можуть записуватися як ay, oy і uy відповідно (схоже на німецький альтернативний запис ae, oe, ue).

## Приклади
Порівняння текстів на волапюк до і після реформи (молитва Отче наш)
| Оригінальний волапюк.                                | Реформований волапюк.                                  |
| O Fat obas, kel binol in süls, paisaludomöz nem ola! | O Fat obas, kel binol in süls! Nem olik pasalüdükonöd! |
| Kömomöd monargän ola!                                | Regän ola kömonöd!                                     |
| Jenomöz vil olik, äs in sül, i su tal!               | Vil olik jenonöd, äsä in sül, i su tal!                |
| Bodi obsik vädeliki givolös obes adelo!              | Givolös obes adelo bodi aldelik obsik!                 |
| E pardolös obes debis obsik,                         | E pardolös obes döbotis obsik,                         |
| Äs id obs aipardobs debeles obas.                    | Äsä i obs pardobs utanes, kels edöbons kol obs.        |
| E no obis nindukolös in tentadi;                     | E no blufodolös obis,                                  |
| Sod aidalivolös obis de bad.                         | Ab livükolös obis de bad!                              |
|                                                      | (Ibä dutons lü ol regän, e nämäd e glor jü ün laidüp.) |
| Jenosöd!                                             | So binosös!                                            |

Текст про міжнародну мову (реформований варіант)

Ven lärnoy püki votik, vödastok plösenon fikulis. Mutoy ai dönu sukön vödis nesevädik, e seko nited paperon. In dil donatida, ye, säkäd at pebemaston, bi tradut tefik vöda alik pubon dis vöds Volapükik. Välot reidedas sökon, e pamobos, das vöds Volapükik pareidons laodiko. Gramat e stabavöds ya pedunons in nüdug; too loged viföfik traduta pakomandos ad garanön, das sinif valodik pegeton. Binos prinsip sagatik, kel sagon, das stud nemödik a del binos gudikum, ka stud mödik süpo.

Дослівний переклад
Коли вивчають чужу мову, словник становить труднощі. Необхідно постійно шукати невідомі слова, і, як наслідок, інтерес втрачається. У елементарної частини, проте, ця проблема подолана, тому що коректний переклад слова з'являється під словами Волапюк. Слідує добірка (текстів для) читання і передбачається, що слова волапюк прочитуються вголос. Граматика і базовий словник вже дані у введенні; проте рекомендується побіжний погляд на переказ, щоб забезпечувалося загальне розуміння. Мудро сказано, що краще трохи вчення кожен день, ніж багато навчання в один день.